# Nawazuddin Siddiqui
Nawazuddin Siddiqui (Budhana, 19 mei 1974) is een Indiaas acteur die voornamelijk in Hindi films speelt.

## Biografie
Siddiqui begon zijn carrière met bijrolletjes, zijn acteertalent werd pas opgemerkt in de film Peepli Live (2010) waarin hij te zien was als journalist. Het balletje begon te rollen toen zijn film Patang: The Kite in 2012 in première ging op het Internationaal filmfestival van Berlijn en filmcriticus Roger Ebert onder de indruk raakte van Siddiqui's talent, wat hem een "Thumbsup Trophy" opleverde. Hij verwierf internationale bekendheid met de films Black Friday, Gangs of Wasseypur, The Lunchbox, Manto en Raman Raghav 2.0.
Tevens is Siddiqui de enige acteur op de wereld waarvan acht films in vijf jaar tijd officieel werden geselecteerd voor het Filmfestival van Cannes. Ook werden zijn beide series Sacred Games (Netflix) en McMaffia (BBC One) genomineerd voor een Emmy Award.

## Filmografie

### Films
| Jaar | Film                            | Rol                                          | Opmerking |
| ---- | ------------------------------- | -------------------------------------------- | --- |
| 1999 | Sarfarosh                       | crimineel                                    | |
| 1999 | Shool                           | ober                                         | |
| 2000 | Jungle                          | berichtgever                                 | |
| 2000 | Dr. Babasaheb Ambedkar          | een van de leden van Second Mahad Satyagraha | |
| 2000 | Dil Pe Mat Le Yaar!!            | automonteur                                  | |
| 2003 | The Bypass                      | eerste bandiet                               | Filmfestival van Londen/ filmfestival van Milaan |
| 2003 | Mudda – The Issue               | vriend van Rajbir                            | |
| 2003 | Munna Bhai M.B.B.S.             | zakkenroller                                 | |
| 2004 | Black Friday                    | Asgar Mukadam                                | |
| 2005 | One Long Night                  | dakloze                                      | korte film |
| 2005 | Elephant Boy                    | hoofd bedelaar                               | korte film |
| 2006 | Family: Ties of Blood           | vriend van Aryaman                           | |
| 2006 | Hazy Grey Skies                 | taxi chauffeur                               | korte film |
| 2007 | Salt N Pepper                   | indringer                                    | korte film |
| 2007 | Aaja Nachle                     | Dhan Kuber                                   | |
| 2007 | Ek Chalis Ki Last Local         | Topya                                        | |
| 2007 | Manorama Six Feet Under         | Chhaila                                      | |
| 2007 | Recycle Mind                    | Shambu                                       | korte film |
| 2008 | Black & White                   | Tahir Tayyabuddin                            | |
| 2008 | Summer 2007                     | Digamber                                     | |
| 2008 | Firaaq                          | Hanif                                        | |
| 2009 | The Journey                     | man met lijk                                 | korte film |
| 2009 | New York                        | Zilgai                                       | |
| 2009 | Dev.D                           | Presley uit Patna                            | nummer "Emotional Attyachar" |
| 2010 | OP Stop Smelling Your Socks     | OP                                           | korte film |
| 2010 | Peepli Live                     | Rakesh Kapoor                                | |
| 2011 | Dekh Indian Circus              | Jethu                                        | internationaal filmfestival van Busan/ filmfestival van Tiburon |
| 2012 | Kahaani                         | agent A. Khan                                | |
| 2012 | Patang: the Kite                | Chakku                                       | Internationaal filmfestival van Berlijn/ Tribeca Film Festival /internationaal filmfestival van Hawaii                                                                                |
| 2012 | Paan Singh Tomar                | Gopi                                         | |
| 2012 | Gangs of Wasseypur – deel 1     | Faizal Khan                                  | |
| 2012 | Gangs of Wasseypur – deel 2     | Faizal Khan                                  | |
| 2012 | Chittagong                      | Nirmal Sen                                   | |
| 2012 | Talaash: The Answer Lies Within | Taimur                                       | |
| 2012 | Miss Lovely                     | Sonu Duggal                                  | filmfestival van Cannes |
| 2013 | Lateef                          | Lateef                                       | |
| 2013 | Aatma - Feel It Around You      | Abhay                                        | |
| 2013 | Bombay Talkies                  | Purandar                                     | |
| 2013 | Shorts                          | de man                                       | verhaal Mehfuz |
| 2013 | Liar's Dice                     | Nawazuddin                                   | Cines del Sur/ internationaal filmfestival van Sakhalin/ Sundance Film Festival |
| 2013 | Monsoon Shootout                | Shiva                                        | filmfestival van Cannes/ internationaal filmfestival van Chicago/ internationaal filmfestival van Hawaii/ filmfestival van Sydney/ Asia-Pacific filmfestival/ filmfestival van Sitges |
| 2013 | The Lunchbox                    | Shaikh                                       | filmfestival van Cannes/ internationaal filmfestival van Reykjavík/ internationaal filmfestival van Sofia/ filmfestival van Zagreb/ Film Fest Gent                                    |
| 2013 | Anwar Ka Ajab Kissa             | Anwar                                        | |
| 2014 | Kick                            | Shiv Gajra                                   | |
| 2015 | Haraamkhor                      | Shyam Tekchand                               | |
| 2015 | Badlapur                        | Liak Tungekar                                | |
| 2015 | Bajrangi Bhaijaan               | Chand Nawab                                  | |
| 2015 | Manjhi – The Mountain Man       | Dashrath Manjhi                              | |
| 2016 | Raman Raghav 2.0                | Ramanna                                      | |
| 2016 | Te3n                            | pater Martin Das                             | |
| 2016 | Lion                            | Rama                                         | |
| 2016 | Freaky Ali                      | Ali                                          | |
| 2017 | Jagga Jasoos                    | Bashir Alexander                             | |
| 2017 | Raees                           | Jaideep Ambalal Majmudar                     | |
| 2017 | Mom                             | Daya Shankar Kapoor                          | |
| 2017 | Munna Michael                   | Mahinder                                     | |
| 2017 | Babumoshai Bandookbaaz          | Babu Bihari                                  | |
| 2017 | Carbon: The Story of Tomorrow   | man van Mars                                 | korte film |
| 2018 | Mukkabaaz                       | zichzelf                                     | nummer "Mushkil Hai Apna Meil Priye" |
| 2018 | Genius                          | Samar Khan                                   | |
| 2018 | Manto                           | Saadat Hasan Manto                           | filmfestival van Cannes/ Singapore South Asian filmfestival |
| 2019 | Petta                           | Singaar Singh/ Singaram                      | Tamil film |
| 2019 | Thackeray                       | Bal Thackeray                                | |
| 2019 | Bebaak                          | priester                                     | Indian filmfestival van Ottawa |
| 2019 | Photograph                      | Rafiullah                                    | Sundance filmfestival/ Internationaal filmfestival van Berlijn |
| 2019 | Housefull 4                     | Ramsey Baba                                  | |
| 2019 | Roam Rome Mein                  | Raj                                          | internationaal filmfestival van Busan/ Jio MAMI filmfestival |
| 2019 | Motichoor Chaknachoor           | Pushpender Tyagi                             | |
| 2020 | Ghoomketu                       | Ghoomketu                                    | |
| 2020 | Raat Akeli Hai                  | Jatil Yadav                                  | Netflix film |
| 2020 | Serious Men                     | Ayyan Mani                                   | Netflix film |
| 2021 | No Land's Man                   | Sameer                                       | Bengaalse film, internationaal filmfestival van Busan |
| 2022 | Heropanti 2                     | Laila Saran                                  | |
| 2022 | Holy Cow                        | politieagent                                 | gastoptreden |
| 2023 | Afwaah                          | Rahab Ahmed                                  | |
| 2023 | Jogira Sara Ra Ra               | Jogi Pratap                                  | |
| 2023 | Tiku Weds Sheru                 | Shiraz Khan Afghani                          | Amazon Prime Video film |
| 2023 | Haddi                           | Haddi/ Harika                                | Zee5 film |
| 2024 | Saindhav                        | Vikas Malik                                  | Telugu film |
| 2024 | Rautu Ka Raaz                   | Deepak Negi                                  | |
| 2024 | Adbhut                          | detective Gajraj Awasthy                     | |
| 2025 | Costao                          | Costao Fernandes                             | |

### Televisie en Webseries
| Jaar      | Serie        | Rol             | Opmerking                             | Platform  |
| --------- | ------------ | --------------- | ------------------------------------- | --------- |
| 2001      | CID          | Alex            | Afl: "The Case of the Elusive Killer" | SET India |
| 2018      | McMafia      | Dilly Mahmood   | 2 afleveringen                        | BBC One   |
| 2018–2019 | Sacred Games | Ganesh Gaitonde | 16 afleveringen                       | Netflix   |